# Шампанські ярмарки

Провінція Шампань на тлі обрисів сучасної Франції

Шампанські ярмарки — щорічні ярмарки в Шампанському графстві, Франція, провідні центри європейської торгівлі в XII та XIII століттях. Зв'язували між собою два основні центри європейської економіки середньовіччя — середземноморський та північний.
Зародившись як сільськогосподарські ярмарки місцевого значення, з часом Шампанські ярмаки стали справжнім нервовим центром європейської економіки, первинним ринком тканин, шкіряних та хутрових виробів, а також прянощів.

## Організація
Ярмарків було шість, кожен тривав принаймні 6 тижнів:
- Ярмарок в Ланьї починався 2 січня
- Ярмарок в Бар-сюр-Об — у вівторок перед серединою Великого посту
- Травневий ярмарок в Провені — у вівторок перед Вознесінням
- Іванів або спекотний ярмарок в Труа — в перший вівторок після свят Івана Купала.
- Ярмарок святого Еюла в Провені — на Воздвиження Хреста Господнього
- Ярмарок святого Ремі або холодний ярмарок у Труа — одразу ж після Дня всіх святих.

Кожен ярмарок розпочинався із заїзду тривалістю у 8 днів, впродовж якого купці розташовувалися, потім кілька днів відводилося на торгівлю тканинами, кілька днів на торгівлю шкіряними виробами й кілька днів на торгівлю прянощами й іншими товарами, що продавалися на вагу. Останні чотири дні відводилися на підведення балансів.
Міста надавали в розпорядження купців великі склади, які ще досі збереглися в Провені. Графи Шампані, які на той час були практично незалежні від своїх сюзеренів, королів Франції, встановили пільги і привілеї для ярмаркових міст. Вони також були гарантами безпеки і недоторканості власності купців та того, що підписані на ярмарках контракти шануватимуться в усьому християнському світі. Поліціювання ярмарків проводила організована графами «ярмаркова варта». Вона вислуховувала скарги й забезпечувала чесну торгівлю, не допускаючи до участі в ярмарках тих, хто відмовлявся платити борги, суворо слідкувала за вагами й мірами. Турбота графів про захист вигідної для них торгівлі поширювалася й за межі графства — граф Тібо II уклав угоду з королем Франції, яка забезпечувала королівське покровительство й захист усім купцям, що проїздили через територію країни, прямуюючи до Шампанських ярмарків.

## Торгівля
Хутра й шкіра прибували як з півдня: з Іспанії, Сицилії, Північної Африки через Марсель, так і з півночі — шкірки білок, кроликів, куниць цінилися високо. З півночі прибували вовняні та лляні тканини, а з півдня шовк, перець та інші прянощі, ліки, гроші, а також нові ідеї в кредитуванні й веденні торгових книг.
Коли торгівля закінчувалася, за столами (banche) італійських мінял проводився підрахунок: встановлювався баланс, розмір кредитних виплат, позик знаті, робилися виплати за зобов'язаннями, що видавалися як правило на термін до однієї з шампанських ярмарок. Навіть тоді, коли торгові шляхи відійшли від осі південь-північ, яка залежала від шампанського ринку товарів, ярмарки продовжували відігравати роль міжнародного центру клірингу для боргових зобов'язань і кредитів.

## Занепад
Історики пов'язують занепад Шампанських ярмарків із завоюванням Шампані французьким королем Філіпом III Сміливим у 1273 році. 1285 року Шампань стала невіддільною частиною Франції. Приблизно в той же час відбулася низка воєн в Італії, які відрізали шляхи з італійських міст до Франції, а генузькі та венеційські купці розпочали пряму морську торгівлю з Фландрією. Фернан Бродель вбачав причиною занепаду також у розвитку системи комунікацій і кредитування між географічно далекими сторонами. На його думку звиклий до важких мандрівок середньовічний купець поступився купцю нового типу, який вів свої справи через листування.
Із занепадом Шампанських ярмарків їхнє місце зайняли ярмарки в Брюгге, куди припливали генуезькі судна, Кельні, Франкфурті-на-Майні та Ліоні.